# 桂井和雄
桂井 和雄（かつらい かずお、1907年〈明治40年〉12月10日 - 1989年〈平成元年〉8月9日）は、日本の民俗学者。

## 略歴
高知県高知市出身。早稲田第二高等学院中退。小学校教諭、校長、高知県福祉事業財団会長などを務めながら昔話を採集。1984年『土佐民俗選集』で柳田賞受賞。土佐民俗学会長。

## 著書

### 単著
- 『土佐昔話集』高知日報社、1948年8月。 NCID BA38433398。
  - 『ちんころりん 高知の昔話』中脇初枝再話、ささめやゆき絵（特製版）、福音館書店、2016年4月。 NCID BB22295474。
- 『土佐民俗記』海外引揚者高知縣更生連盟、1948年12月。 NCID BA50024977。
- 『青蘭会 (未亡人の会) 運営のために 施設なき母子寮設営運動』高知県同胞援護会、1949年5月。 NCID BB21436399。
- 『土佐郷土童謡物語』高知県同胞援護会事業部、1949年8月。 NCID BA86786785。
- 『土佐の伝説』高知県福祉事業財団〈土佐民俗叢書〉、1951年8月。 NCID BA35306907。
- 『土佐俚諺集』土佐民俗学研究会〈土佐民俗叢書 第7輯〉、1952年3月。 NCID BB12415059。}
- 『土佐風物記』高知市役所・高知市観光協会〈郷土叢書 第1集〉、1952年6月。 NCID BA37469731。全国書誌番号:56004100。
- 『土佐の笑話と奇談』高知県福祉事業財団〈土佐民俗叢書〉、1952年9月。 NCID BB00098425。
- 『土佐方言小記』高知市役所・高知市観光協会〈郷土叢書 第5集〉、1953年8月。 NCID BN08188479。全国書誌番号:56005102。
- 『土佐の伝説』 第2巻、高知県福祉事業財団〈土佐民俗叢書〉、1954年10月。 NCID BA35306907。
- 『南海民俗風情』高知市役所・高知市観光協会〈郷土叢書 第9集〉、1954年11月。 NCID BA49579839。全国書誌番号:56004099。
- 『耳たぶと伝承 土佐民俗叢記』高知県社会福祉協議会、1954年12月。 NCID BA35345002。
- 『土佐山民俗誌』高知市立市民図書館〈市民新書 4〉、1955年8月。 NCID BN16089450。全国書誌番号:56010104 全国書誌番号:67002075。
- 『郷土の生活』高知市役所・高知市観光協会〈観光叢書〉、1956年12月。 NCID BA69867767。全国書誌番号:58006204。
- 『おらんく話 土佐風物考』高知新聞社、1959年3月。 NCID BA74317379。全国書誌番号:60000999。
- 『俗信の民俗』岩崎美術社〈民俗民芸双書 79〉、1973年11月。 NCID BN02219183。全国書誌番号:73006898。

### 執筆
- 「呪いと呪物」『巫俗と俗信』弘文堂〈講座日本の民俗宗教 4〉、1979年12月、168-182頁。 NCID BN00349665。全国書誌番号:80011253。
- 「犬神統その他」『憑きもの』三一書房〈日本民俗文化資料集成 第7巻〉、1990年3月。 NCID BN04491497。全国書誌番号:90049260。
- 「鎌の柄に関する禁忌」『高知』ぎょうせい〈ふるさと文学館 第45巻〉、1993年12月。 NCID BN10139239。全国書誌番号:94028140。
- 「七人みさきに就て」『憑きもの』河出書房新社〈怪異の民俗学 1〉、2000年6月。 NCID BA46974462。全国書誌番号:20078772。
- 「土佐の山村の「妖物と怪異」」『憑きもの』河出書房新社〈怪異の民俗学 2〉、2000年7月。 NCID BA47806918。全国書誌番号:20087007。
- 「遍路や六部などの持ち金を盗んだ家筋の話」『異人・生贄』河出書房新社〈怪異の民俗学 7〉、2001年5月。 NCID BA52027116。全国書誌番号:20180108。

### 編集
- 高村晴義『明治大正時代国府村民俗語彙 ―高知県長岡郡国府村方言抄―』土佐民俗学会〈土佐史料叢書 1〉、1961年12月。 NCID BN14197066。全国書誌番号:62006101。
- 『土佐昔話集 高知』岩崎美術社〈全国昔話資料集成 23〉、1977年5月。 NCID BN00873028。全国書誌番号:77018621。

### 共著
- 松谷みよ子、桂井和雄、市原麟一郎『土佐の伝説』角川書店〈日本の伝説 22〉、1977年9月。 NCID BN03653695。全国書誌番号:77018701。
- 金沢治、市原輝士、松本麟一、桂井和雄『四国の民間信仰』明玄書房、1973年9月。 NCID BN04121319。全国書誌番号:73009295。

### 土佐民俗選集
- 『仏トンボ去来』高知新聞社〈桂井和雄土佐民俗選集 第1巻〉、1977年7月。 NCID BA62708007。全国書誌番号:80002053。
- 『生と死と雨だれ落ち』高知新聞社〈桂井和雄土佐民俗選集 第2巻〉、1979年6月。 NCID BA62708244。全国書誌番号:80002052。
- 『土佐の海風』高知新聞社〈桂井和雄土佐民俗選集 第3巻〉、1983年6月。 NCID BN05966272。全国書誌番号:84044725。